# 德州地圖龜
德州地圖龜（英語：Texas map turtle，學名：Graptemys versa） 是地圖龜屬下的一種龜，只生活在美國德克薩斯州愛德華茲高原的科羅拉多河流域內。

## 描述
德州地圖龜是一種小型地圖龜，雌性個體背殼僅長達12.5（4.9英寸），雄性更只有9（3.5英寸）。

## 外部連結
- Austin's Turtle Page （页面存档备份，存于）
- Graptemys versa at "Graptemys.com, Home of the Map Turtles" 2013[永久]